# Louis Barbarin
Louis Barbarin (bijnaam Lil Barb), (New Orleans, 24 oktober 1902 – 12 mei 1997) was een jazzdrummer uit New Orleans. Tevens speelde hij hoorn en (zelden) trombone.

## Biografie
Louis was de zoon van de koperblazer Isidore Barbarin (Onward Brass Band) en de jongere broer van drummer Paul Barbarin.  Hij kreeg les van de befaamde drummer Louis Cottrell Sr. en bracht zijn muzikale leven voornamelijk door in zijn geboorteplaats. Hij werd nooit zo beroemd als zijn broer Paul, maar veel collega-muzikanten beschouwden hem als een even goede, zo niet betere drummer dan zijn oudere broer.
Hij werkte met de bands van Armand J. Piron, Papa Celestin en Papa French en met de Preservation Hall en trad op met bijvoorbeeld John Robichaux, Buddy Petit, Punch Miller, Jim Robinson en George Lewis. In de jazz was hij in de jaren 1951-1981 betrokken bij 61 opnamesessies. Hij is te horen op platen van onder meer Earl Hines, Kid Thomas en Percy Humphrey. Midden jaren tachtig stopte hij ermee vanwege gehoorproblemen.

## Discografie (selectie)
Louis Barbarin and The Onward Brass Band
- Last Journey Of A Jazzman (The Funeral Of Lester Santiago Vol. 1), Nobility, 1965